# Lista siturilor arheologice din județul Galați - B
Lista siturilor arheologice din județul Galați - B conține toate siturile arheologice din județul Galați înscrise în Repertoriul Arheologic Național (RAN) și aflate în localități al căror nume începe cu litera B. RAN este administrat de Ministerul Culturii și Patrimoniului Național și cuprinde date științifice, cartografice, topografice, imagini și planuri, precum și orice alte informații privitoare la zonele cu potențial arheologic, studiate sau nu, încă existente sau dispărute.
Puteți căuta un sit din localitățile care încep cu litera B folosind formularul de mai jos sau puteți naviga prin toate siturile din județ la Lista siturilor arheologice din județul Galați.
| Cod RAN                                  | Denumire | Localitate                        | Adresă              | Datare                                 | Descoperit | Coordonate | Imagine           | Erori            |
| ---------------------------------------- | --- | --------------------------------- | ------------------- | -------------------------------------- | ---------- | ---------- | ----------------- | ---------------- |
| 75524.01.02 (Cod LMI: GL-I-m-B-02976.02) | Așezarea Sântana de Mureș de la Barcea - "Grădina de zarzavat" / ansamblu anonim (Categorie: locuire civilă) (Tip: Necropolă)                  | sat Barcea, comuna Barcea         | Grădina de zarzavat | sec. IV                                |            |            | Încărcați imagine | Raportați eroare |
| 75524.01.01 (Cod LMI: GL-I-m-B-02976.01) | Așezarea Sântana de Mureș de la Barcea - "Grădina de zarzavat" / ansamblu anonim (Categorie: locuire civilă) (Tip: Așezare)                    | sat Barcea, comuna Barcea         | Grădina de zarzavat | Sântana de Mureș - Cerneahov sec. IV   |            |            | Încărcați imagine | Raportați eroare |
| 75695.01.01 (Cod LMI: GL-I-m-B-02977.05) | Situl arheologic de la Băneasa / ansamblu anonim (Categorie: locuire civilă) (Tip: Așezare)                                                    | sat Băneasa, comuna Băneasa       |                     | Gumelnița - aspectul Stoicani - Aldeni |            |            | Încărcați imagine | Raportați eroare |
| 75695.01.02 (Cod LMI: GL-I-m-B-02977.04) | Situl arheologic de la Băneasa / ansamblu anonim (Categorie: locuire civilă) (Tip: Așezare)                                                    | sat Băneasa, comuna Băneasa       |                     | Noua                                   |            |            | Încărcați imagine | Raportați eroare |
| 75695.01.03 (Cod LMI: GL-I-m-B-02977.03) | Situl arheologic de la Băneasa / ansamblu anonim (Categorie: locuire civilă) (Tip: Așezare)                                                    | sat Băneasa, comuna Băneasa       |                     |                                        |            |            | Încărcați imagine | Raportați eroare |
| 75695.01.04 (Cod LMI: GL-I-m-B-02977.02) | Situl arheologic de la Băneasa / ansamblu anonim (Categorie: locuire civilă) (Tip: Așezare)                                                    | sat Băneasa, comuna Băneasa       |                     | sec. IV                                |            |            | Încărcați imagine | Raportați eroare |
| 75695.01.05 (Cod LMI: GL-I-m-B-02977.01) | Situl arheologic de la Băneasa / ansamblu anonim (Categorie: locuire civilă) (Tip: Așezare)                                                    | sat Băneasa, comuna Băneasa       |                     | sec. X-XII                             |            |            | Încărcați imagine | Raportați eroare |
| 75347.01.01 (Cod LMI: GL-I-m-B-02979.03) | Situl arheologic de la Berești - "La Bâzan" / ansamblu anonim (Categorie: locuire civilă) (Tip: Așezare)                                       | oraș Berești                      | La Bâzan            | Cucuteni                               |            |            | Încărcați imagine | Raportați eroare |
| 75347.01.02 (Cod LMI: GL-I-m-B-02979.02) | Situl arheologic de la Berești - "La Bâzan" / ansamblu anonim (Categorie: locuire civilă) (Tip: Așezare)                                       | oraș Berești                      | La Bâzan            | sec. IV                                |            |            | Încărcați imagine | Raportați eroare |
| 75347.01.03 (Cod LMI: GL-I-m-B-02979.01) | Situl arheologic de la Berești - "La Bâzan" / ansamblu anonim (Categorie: locuire civilă) (Tip: Așezare)                                       | oraș Berești                      | La Bâzan            | sec. XV-XVI                            |            |            | Încărcați imagine | Raportați eroare |
| 75347.02.01 (Cod LMI: GL-I-s-B-02978)    | Așezarea Cucuteni de la Berești - "Dealul Bulgarului" / ansamblu anonim (Categorie: locuire civilă) (Tip: Așezare)                             | oraș Berești                      | Dealul Bulgarului   | Cucuteni - A3                          |            |            | Încărcați imagine | Raportați eroare |
| 75347.03.01 (Cod LMI: GL-I-m-B-02980.02) | Situl arheologic de la Berești - "Dealul Taberei" / ansamblu anonim (Categorie: locuire civilă) (Tip: Așezare)                                 | oraș Berești                      | Dealul Taberei      |                                        |            |            | Încărcați imagine | Raportați eroare |
| 75347.03.02 (Cod LMI: GL-I-m-B-02980.01) | Situl arheologic de la Berești - "Dealul Taberei" / ansamblu anonim (Categorie: locuire civilă) (Tip: Așezare)                                 | oraș Berești                      | Dealul Taberei      |                                        |            |            | Încărcați imagine | Raportați eroare |
| 75560.01.01                              | Ruinele bisericii Sfântul Mare Mucenic Gheorghe de la Bursucani-Schitul Zimbru / ansamblu anonim (Categorie: construcție cult) (Tip: Biserică) | sat Bursucani, comuna Bălăbănești | Schitul Zimbru      | 1793                                   |            |            | Încărcați imagine | Raportați eroare |
| 75677.01.01 (Cod LMI: GL-I-m-A-02975.01) | Valul de pământ din epoca migrațiilor de la Băleni / ansamblu Valul lui Atanaric (Categorie: fortificație) (Tip: Val)                          | sat Băleni, comuna Băleni         |                     | sec. II - IV                           |            |            | Încărcați imagine | Raportați eroare |
| 75828.01.01 (Cod LMI: GL-I-m-A-02975.02) | Valul din epoca migrațiilor de la Buciumeni / ansamblu Valul lui Atanaric (Categorie: fortificație) (Tip: Val)                                 | sat Buciumeni, comuna Buciumeni   |                     | sec. II - IV                           |            |            | Încărcați imagine | Raportați eroare |